# بوبو بولا
بوبو بولا (بالإنجليزية: Bobo Bola)‏ (مواليد 2 أكتوبر 1985 في كينشاسا) لاعب كرة قدم رواندي دولي يجيد اللعب في خط الهجوم . يلعب لصالح نادي بانيلينيوس السويدي منذ 2010 .

## روابط خارجية
- بوبو بولا على موقع الاتحاد الدولي (مؤرشف)  (الإنجليزية)
- بوبو بولا على موقع اتحاد السويد (السويدية)
- بوبو بولا على موقع قاعدة بيانات كرة القدم.إي يو (الإنجليزية)
- بوبو بولا على موقع ناشيونال فوتبول تيمز (الإنجليزية)
- بوبو بولا على موقع Soccerway.com (الإنجليزية)